# Rockport, Indiana
Rockport är administrativ huvudort i Spencer County i den amerikanska delstaten Indiana. Spencer County grundades 1818 och Rockport har varit huvudort i countyt sedan dess.